# 2MASS 1835+3259
2MASS 1835+3259 (= 2MASSI J1835379+325954) is een bruine dwerg met een magnitude van +18,27 (in V) in het sterrenbeeld Lier met een spectraalklasse van M8.5. De ster bevindt zich 18,55 lichtjaar van de zon.